# Kalkarheffing

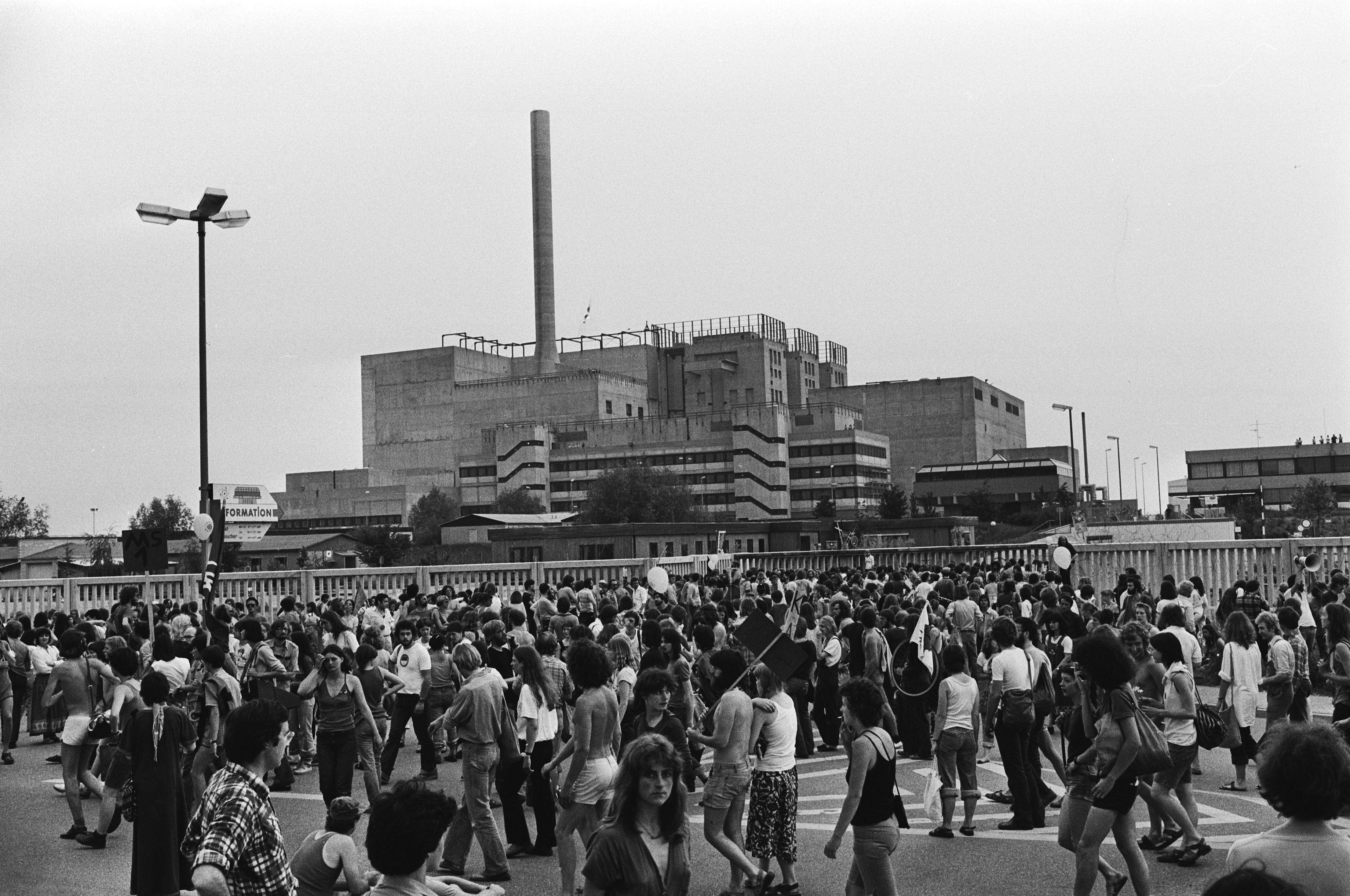
Kalkar, demonstranten bij de snelle kweekreactor in aanbouw. (1979)

De Kalkarheffing was de regeling die in het begin van de jaren 70 van de 20e eeuw door het kabinet-Biesheuvel II ingevoerd werd om de deelname van Nederland aan de bouw van de  snelle kweekreactor in het Duitse Kalkar te financieren.  
In 1973 werd het wetsontwerp 'financiering ontwikkeling snelle kweekreaktor' ingediend door de minister van Economische Zaken, Harry Langman. In maart en april werd het behandeld in de Tweede Kamer en werd het wetsontwerp aangenomen met de stemmen van PvdA, PPR, CPN,  D’66, PSP en de Boerenpartij tegen. Deze wet regelde hoe Nederland zijn bijdrage aan de bouw van Kalkar zou betalen: met een extra heffing van 3% op ieders elektriciteitsrekening. Dit leidde tot een procedure voor de burgerlijke rechter, die uitmondde in het Kalkar-arrest, waarbij in het algemeen vast kwam te staan dat in principe ook een kleine tekortschieting in de nakoming van een verbintenis kan leiden tot ontbinding van een overeenkomst. Het ging erom dat iemand de 3% kalkarheffing niet betaalde, de rest van zijn stroomrekening wel. Het elektriciteitsbedrijf besloot niettemin tot afsluiting van het net. Een andere weg was er niet, men kon uiteraard niet minder stroom, of zwakkere stroom, leveren. 
De gedupeerde voerde aan dat een zo kleine tekortkoming, terwijl hij verder geen wanbetaler was, niet tot zo’n drastische maatregel mocht leiden. Maar hij kreeg ongelijk. 
Deze heffing, die per 1 juli 1973 inging, was een belangrijke accelerator in het verzet tegen kernenergie in Nederland en zorgde voor een brede antikernenergiebeweging. Al snel weigerden mensen deze bijdrage te betalen en er ontstonden veel plaatselijke Stop Kalkar-groepen, die protesteerden en verzet organiseerden tegen Kalkar en de heffing. In totaal zouden duizenden mensen (evenals organisaties, politieke partijen en zelfs tientallen gemeenteraden) weigeren deze 'kalkarheffing' te betalen; vele individuen werden door de elektriciteitsmaatschappijen afgesloten. 
De regering moest al snel bakzeil halen; al in 1974 schreef Ruud Lubbers, de minister van Economische Zaken in het kabinet-Den Uyl, in de Energienota dat, hoewel de beslissing pas kort geleden was genomen, "er nu reeds aanleiding (was) dit project en de toekomst daarvan opnieuw op zijn verdiensten te bezien". Hij kondigde aan dat de heffing per 1 januari 1977 beëindigd zou worden, hoewel als einddatum 1-1-1980 werd genoemd in de wet van 1973. Lubbers stelde ook een fonds in waar weigeraars hun geld op konden storten en haalde hiermee voor een deel de angel uit de strijd. Maar de kiem van een brede antikernenergiebeweging was toen al gelegd. 
In 1972, toen Nederland besloot mee te doen, was de planning dat de bouw in 1973 zou beginnen en de kweekreactor in 1978 geopend zou worden. De geschatte kosten zouden ongeveer 1,5 miljard Duitse mark (ca. 0,8 miljard euro) zijn. Nederland zou daarvan 212 miljoen betalen. De bouw begon op 24 april 1973 en werd in 1985 voltooid. Het was wachten op de laatste vergunningen. In 1990 besloot de Duitse regering de reactor niet in gebruik te nemen. In 1995 werd het complete complex voor 2,5 miljoen euro verkocht aan de Nederlandse ondernemer Hennie van der Most die er het pretpark Wunderland Kalkar in vestigde. De totale bouwkosten van de kweekreactor worden geschat ongeveer 8 miljard Duitse mark (ca. 4,1 miljard euro).

## Verder lezen
De Angst reactor. Kalkar, kroniek van een eeuwige belofte, Kees van den Bosch, 2006. Uitgeverij SUN, ISBN 90 8506 292 6